# Jean-Basile-Pascal Fenel de Dargny
Jean-Basile-Pascal Fenel de Dargny est un prêtre, historien et érudit français, né à Paris le 8 juillet 1694 et mort à Paris le 19 décembre 1753.

## Biographie
Héritier d'une lignée de juristes, fils d'un avocat au Parlement de Paris et neveu de Charles-Henri Fenel, doyen du chapitre de la cathédrale de Sens, Jean-Basile-Pascal Fenel de Dargny embrasse une carrière ecclésiastique qui le mène jusqu'à la charge de chanoine du chapitre de la cathédrale de Sens, le 5 novembre 1718, puis chanoine de Saint-Laurent au sein du même chapitre, le 24 mars 1743.
Parallèlement à ses charges ecclésiastiques, l'abbé Fenel s'adonne à des travaux d'éruditions extrêmement variés (algèbre, astronomie, droit, géométrie, histoire, linguistique, médecine, métaphysique, morale, optique, philosophie, physique, politique, théologie) mais généralement sans les publier : « À vingt-cinq ans, il se voyait en état d'écrire sur toutes sortes de matières et n'avait écrit sur aucune : à peine quelques pièces anonymes et destinées pour les Journaux échappaient de temps en temps à sa plume ».
En 1743, il obtient le premier prix de l'Académie de Soissons pour sa Dissertation sur la conquête de la Bourgogne ainsi qu'un prix de l'Académie des inscriptions et belles-lettres pour un mémoire sur L'État des sciences en France, depuis la mort de Philippe le Bel, jusqu'à celle de Charles V. L'année suivante, le 11 décembre 1744, il devient membre associé de l'Académie des inscriptions et belles-lettres grâce au soutien de son ami, l'académicien Jean Lebeuf, chanoine de la cathédrale d'Auxerre. Les deux hommes entretiennent pendant plusieurs décennies une correspondance abondante dans laquelle ils abordent particulièrement les questions d'histoire concernant l'Auxerrois et le Sénonais.
L'archevêque de Sens Jean-Joseph Languet de Gergy confie à l'abbé Fenel la mission de rédiger l'histoire de Sens et de ses archevêques, une tâche qui avait été initiée par le doyen Charles-Henri Fenel, son propre oncle. L'abbé Fenel séjourne donc régulièrement à Paris pour y explorer bibliothèques et archives, avec la complaisance du chapitre de la cathédrale de Sens qui le dispense de présence aux réunions collectives. Destiné à rehausser le prestige du siège métropolitain de Sens, particulièrement vis-à-vis de l'évêché suffragant d'Auxerre, dont l'histoire venait d'être magistralement écrite par l'abbé Jean Lebeuf, le projet sénonais ne vit pas le jour, l'abbé Fenel s'étant dispersé de trop dans ses multiples recherches.
En 1748, Louis XV lui accorde le bénéfice du prieuré bénédictin Notre-Dame de Saint-Hilaire-les-Andrésis, une dépendance de l'abbaye Saint-Pierre-le-Vif de Sens.
Un curieux « éloge » posthume prononcé à l’Académie des inscriptions et belles-lettres le 23 avril 1754 résume ainsi sa vie et son œuvre : « (…) homme *estimable à plus d’un titre ; mais en qui tout fut singulier, l’esprit, le savoir, le caractère & l’extérieur. Né pour le grand, il ne remplit pas son rôle ; il étonna ceux dont il aurait pu se faire admirer ».

## Œuvres
La liste qui suit reprend pour l'essentiel les travaux cités dans l'éloge funèbre de l'abbé Fenel publié par l'Académie des inscriptions et belles-lettres.
- « Pièces qui ont remporté le prix de l'Académie royale des sciences en 1741 sur la meilleure construction du cabestan selon la fondation faite par feu M. Rouillé de Meslay » (avec Giovanni Poleni et G. M. Delorme) (Académie des sciences, 1741).
- « Sur les propriétés de l'aimant » (Académie des sciences, 1741).
- « Sur les causes de la noirceur des Nègres » (Académie de Bordeaux, 1741).
- Sur l'histoire des Galates » (Académie des Inscriptions et Belles-Lettres, 1741).
- « L'État des sciences en France, depuis la mort de Philippe le Bel, jusqu'à celle de Charles V » (Académie des Inscriptions et Belles-Lettres, 1743).
- Dissertation sur la conquête de la Bourgogne par les fils de Clovis Ier et sur les accroissements que reçut le royaume de Soissons sous Clotaire Ier, à quoi l'on a joint des recherches sur la confirmation que Justinien donna aux rois Francs de la cession que leur avoient fait les Ostrogoths, Paris, Chaubert, 1744 (Académie de Soissons, 1743).
- « Dissertation sur les dogmes religieux des Celtes & des Germains » (Académie des Inscriptions et Belles-Lettres).
- « Recherches sur ce que les Anciens ont pensé de la Résurrection » (Académie des Inscriptions et Belles-Lettres).
- « Conjectures étymologiques sur le mot Dunum, si commun dans la langue des Celtes » (Académie des Inscriptions et Belles-Lettres).
- « Plan systématique de la religion et des dogmes des Anciens Gaulois », Histoire de l'Académie royale des inscriptions et belles lettres avec les Mémoires de littérature tirés des registres de cette académie, XXIV, 1756, p. 345-388.